# Sebimuker
Sebimuker fou un déu de Núbia, company d'Arensnufis.
Ambdós estan representats al temple de Massawarat i algun de Mèroe.
Fou una deïtat antropomorfa de la procreació i se'l representava portant falses insígnies reials egípcies i amb la corona de l'Alt i Baix Egipte.